# 吉田基
吉田 基（よしだ もとい、1949年12月12日 - ）は、日本の政治家。元広島県竹原市長（1期）、元竹原市議会議員（6期）。

## 来歴
広島県忠海町（現・竹原市）出身。1968年（昭和43年）3月、広島県三原工業高等学校（現・如水館高等学校）卒業。1972年（昭和47年）3月、立正大学経済学部卒業。大学卒業後、衆議院議員粕谷茂の秘書となる。1979年（昭和54年）、粕谷の公設第一秘書となる。
1990年（平成2年）11月23日、竹原市議会議員に就任。以後、市議を計6期務める。2002年（平成14年）12月に市議会議長に就任している。
2013年（平成25年）12月22日に行われた竹原市長選挙に出馬。前市議の小坂智徳、司法書士の井上盛文を破り初当選を果たした。2014年（平成26年）1月14日、市長に就任。選挙の結果は以下のとおり。
※当日有権者数：23,689人 最終投票率：63.43%（前回比：+7.49pts）
| 候補者名 | 年齢 | 所属党派 | 新旧別 | 得票数  | 得票率 | 推薦・支持 |
| -------- | ---- | -------- | ------ | ------- | ------ | ---------- |
| 吉田基   | 64   | 無所属   | 新     | 5,570票 | 37.54% |            |
| 小坂智徳 | 65   | 無所属   | 新     | 4,689票 | 31.61% |            |
| 井上盛文 | 44   | 無所属   | 新     | 4,577票 | 30.85% |            |

2017年（平成29年）12月24日に行われた市長選に自由民主党の推薦を受けて出馬するも、元竹原市役所職員の今榮敏彦に敗れた。選挙の結果は以下のとおり。
※当日有権者数：22,808人 最終投票率：59.84%（前回比：-3.59pts）
| 候補者名 | 年齢 | 所属党派 | 新旧別 | 得票数  | 得票率 | 推薦・支持         |
| -------- | ---- | -------- | ------ | ------- | ------ | ------------------ |
| 今榮敏彦 | 57   | 無所属   | 新     | 6,028票 | 44.52% |                    |
| 吉田基   | 68   | 無所属   | 現     | 3,771票 | 27.85% | （推薦）自由民主党 |
| 井上盛文 | 48   | 無所属   | 新     | 3,740票 | 27.62% |                    |